# Victimation
La victimation définit le fait de subir une atteinte, matérielle, corporelle ou psychique (ainsi que d'en être conscient). Ce néologisme se démarque de celui de victimisation. Les enquêtes de victimation prennent place dans le cadre plus large des études de victimologie.

## Méthodes statistiques
Face aux sémiologies multiples de l'anglicisme victimisation, le terme de victimation désigne plus directement une atteinte - et non le statut de la victime, voire les évolutions sociétales autour de tels statuts.
Ainsi peut-on qualifier d'« enquêtes de victimation » les études qui cherchent à recenser le nombre de personnes subissant différentes violences, telles que des vols, injures, meurtrissures, viols, etc.
L'interrogation directe d'un échantillon de la population permet d'établir des taux de victimation qui fournissent une évaluation de la fréquence des principales atteintes aux personnes ou aux biens. En étudiant les évolutions annuelles de ces taux, il est ainsi possible de déterminer les grandes tendances suivies par la délinquance.
Ces enquêtes ont pour but de pallier les limites des statistiques de la « délinquance » basées sur les déclarations de plaintes ou le nombre de condamnations. Par exemple, un durcissement des processus judiciaires répressifs ne se reflètera pas dans les enquêtes de victimation, pas plus qu'un accroissement des forces de l'ordre, ni même une modification des mœurs quant au fait de porter plainte. Selon Christophe Soullez, Chef de l'Observatoire national de la délinquance et des réponses pénales, l'analyse des évolutions de la criminalité ne peut être réalisée seulement à travers les seules statistiques policières car celles-ci sont partielles et limitées tant dans leur construction que dans l'interprétation qui peut en être fait. Les enquêtes de victimation permettent ainsi de compléter les statistiques administratives et d'établir un bilan de la délinquance.

### Enquêtes de victimation à question ouverte
Les enquêtes populationnelles sont des enquêtes conduites à l'aide de questionnaires auprès d'échantillons probabilistes représentant (en principe) une population définie. Ces enquêtes sont dites à "question ouverte" (single question threshold approach) lorsque l'évaluation repose sur une seule question (ou un très petit nombre de questions) d’ordre général sur des «actes de violence », des « agressions » ou des « mauvais traitements » subis.
Ces enquêtes donneraient une mesure plus juste de la prévalence que les statistiques policières car les personnes interrogées ne se limitent pas aux personnes ayant signalé des incidents à la police. Elles sont cependant dénoncées par des auteurs, qui constatent que les définitions de ce qu'est une «agression» ou un «abus» sont subjectives et peuvent donc varier d’une culture à l’autre, d'un sous-groupe à l'autre dans une culture et même entre les individus d'un même sous-groupe.

### Enquêtes de victimation à questions fermées
Les enquêtes populationnelles à questions fermées sont également conduites à l'aide de questionnaires auprès d'échantillons probabilistes représentant une population définie, mais les questionnaires sont composés de questions spécifiques et précises sur des actions objectives, ce qui laisse beaucoup moins de place à la définition subjective de chaque individu quant à ce qui constitue un acte de violence ou non.
Les avantages des enquêtes populationnelles à questions fermées en termes de validité sont soulignés par divers auteurs.

### Recherches scientifique sur les processus de victimation
Les universitaires produisent également des données sur les phénomènes de victimation. Que ce soit dans le cadre de réflexions théoriques et philosophiques, comme pour l'ouvrage de Rebecca Stringer Knowing Victims, ou au travers d'études de terrain qui explorent les soubassements des processus de victimation, les scientifiques proposent des modèles de compréhension dans ce domaine. Récemment, une équipe de recherche française a étudié les intrications entre les processus de victimation et les rapports de domination, qui suggère que les rapports de pouvoir sont au coeur du fonctionnement par lequel les auteurs commettent des infractions sur leurs victimes . 

## Histoire
Aux États-Unis, la première enquête nationale de victimation aurait eu lieu en 1972. Le National Crime Victimization Surveys (en) a incité d'autres pays, telle l'Angleterre et le Pays de Galles, à mettre en place des statistiques similaires. En France, elles existent depuis les années 1970 au niveau local; la première enquête nationale fut établie au milieu des années 1980 par le Centre de recherches sociologiques sur le droit et les institutions pénales (CESDIP, CNRS).
À partir de 1994, l'Insee s'est rapproché du CESDIP pour intégrer ces enquêtes dans celles concernant les ménages (enquêtes EPVCM).